# راسل بوتير
راسل بوتير (بالإنجليزية: Russell Potter)‏ (27 يناير 1960، كليفلاند في الولايات المتحدة)؛ روائي أمريكي.